# Stanisław Skotarczak
Stanisław Skotarczak (ur. 30 stycznia 1909  w Śremie, zm. 14 stycznia 1978 tamże) – polski kinooperator, strażak ochotnik, Prezes OSP Śrem w latach 1962–1978, zastępca prezesa oddziału Wojewódzkiego ZOSP w Poznaniu od 1965–1977, członek zarządu głównego ZOSP w Warszawie w latach 1975–1978, w 1976 r. został wybrany na pełnienie obowiązków prezesa Zarządu Głównego ZOSP do dnia walnego zjazdu, radny w Miejskiej Radzie Narodowej w Śremie w latach 1969–1978, działacz społeczny, zasłużony dla ziemi śremskiej.

## Życiorys

### Młodość
Urodził się 30 stycznia 1909 roku w Śremie, rodzinnym mieście Skotarczaków. Jego rodzina zamieszkiwała to miasto od XVII w. Jego dziadek Wojciech (1857–1910) prowadził zakład kowalski, a ojciec Stanisław (1882–1969) przed 1939 rokiem wyemigrował do Francji i pracował w kopalni węgla. Matka Maria z d. Domin (1887/1888–1971) prowadziła dom przy mężu. Była to wielodzietna rodzina (Stanisław miał trójkę braci oraz dwie siostry).  Od 1916 roku uczył się w szkole powszechnej w Śremie, a po jej ukończeniu zdobył zawód elektryka. Zawód ten praktykował od 1925 roku w zakładach Wojciecha Szymańskiego w Śremie. W 1926 ukończył kurs kinooperatorów w kinie Apollo w Poznaniu. Rok później zdobył zawodowe prawo jazdy.

### Działalność w OSP w Śremie
Niemal natychmiast po ukończeniu osiemnastego roku życia młody Stanisław Skotarczak, w styczniu 1927 roku, zapisał się do Ochotniczej Straży Pożarnej w Śremie. Naczelnikiem był wówczas Franciszek Ławicki, powstaniec wielkopolski, który przyjął go z otwartymi ramionami, upatrując w nim bardzo dobrego przyszłego strażaka. Rok 1927 był bardzo ważny dla OSP w Śremie, ponieważ obchodziła ona 60-lecie istnienia. Stanisław w marcu ukończył kursy podstawowe. 22 maja 1927 roku odbyły się uroczystości jubileuszu. W śremskiej farze został poświęcony nowy sztandar jednostki. Stanisław był pierwszym strażakiem, który składał przysięgę na ten sztandar.
Okres do roku 1939 był najspokojniejszym w jego życiu. W tym czasie ożenił się z Anną Szymańską (1912–1995), z którą miał pięcioro dzieci. W sierpniu 1939 został powołany do wojska. Brał udział w kampanii wrześniowej, oraz w bitwie nad Bzurą, gdzie został pojmany. Jako jeniec przebywał w obozach jenieckich do początków października 1939. Po tym czasie został zwolniony i wrócił do Śremu. Był obecny podczas rozstrzeliwania śremian na rynku 20 października 1939.
Po zajęciu Śremu 7 września 1939 roku, najważniejsze dokumenty OSP Śrem oraz sztandar znalazły się w niebezpieczeństwie. Wróciwszy z niewoli, Skotarczak wyniósł sztandar z wieży remizy i ukrył u siebie w domu. Tam też przeleżał całą wojnę. Po rozwiązaniu OSP w Śremie Skotarczak został wcielony do przymusowego polskiego oddziału pożarniczego o nazwie „Flichtfeuerwehr zu Schrimm„. Został zastępcą dowódcy tego tworu. Przez całą okupację pracował w kinie Słonko w Śremie.
W okresie okupacji starał się za wszelką cenę ratować majątek polski. Jest to m.in. pożar młyna Antoniego Muślewskiego, który gaszono z taką myślą.
Kiedy Armia Czerwona zaczęła zbliżać się do Śremu, Niemcy wycofywali się z tych ziem. Zaczęli w popłochu uciekać, niszcząc wszystko to, co napotykali na swej drodze. Świadomie i celowo podpalali magazyny i budynki użyteczności publicznej. Podpalono min. Hotel Bazar, który został zamieniony na magazyny żywnościowe. Stanisław Skotarczak, wraz z synem Czesławem, oraz Wacławem Kasprzakiem ugasili pożar, ratując tym samym bardzo potrzebną w owym czasie żywność.
Po wyzwoleniu miasta sprowadził do Śremu z Poznania niemiecką motopompę, którą naprawił za własne pieniądze i podarował straży.
Stanisław Skotarczak był obserwowany przez Urząd Bezpieczeństwa, ponieważ początkowo jawnie występował przeciwko władzy ludowej. Podczas gaszenia długotrwałego pożaru w Czmoniu, gdzie obsługiwał jako mechanik motopompę po jej zgaśnięciu, został przez funkcjonariuszy Milicji Obywatelskiej oraz Urzędu Bezpieczeństwa, zabrany na przesłuchanie pod zarzutem sabotażu, gdzie został dotkliwie pobity.
Na zebraniu ogólnym 10 listopada 1962 roku ówczesny prezes złożył rezygnację ze stanowiska prezesa OSP. Do zarządu przyjęto Stanisława Skotarczaka i na zebraniu zarządu 17 listopada powierzono mu funkcję prezesa, którą miał piastować do dnia zwołania walnego zebrania. 6 kwietnia 1963 roku odbyło się Walne Zebranie, na którym został wybrany prezesem.
23 stycznia 1964 roku na sesji Miejskiej Rady Narodowej wręczono OSP w Śremie na ręce Stanisława Skotarczaka nowo ufundowany sztandar. W 1964 został powołany jako członek prezydium Zarządu Oddziału Wojewódzkiego Województwa Poznańskiego ZOSP, a rok później został wybrany na zastępcę prezesa. Wówczas starał się oddać do użytku nową remizę dla OSP Śrem. Dzięki jego zaangażowaniu strażnicę oddano do użytku już 22 sierpnia 1966.
Zarząd pod jego przewodnictwem zorganizował po raz pierwszy od wielu lat Dzień Strażaka oraz zorganizowano z rozmachem 100-lecie OSP Śrem w 1967 roku.
W latach 1968–1978 był radnym w Miejskiej Radzie Narodowej w Śremie i członkiem komisji Ładu i Porządku Publicznego.
W styczniu 1974 roku wybrano na zebraniu nowy zarząd. Prezesem został po raz trzeci, niemal jednogłośnie, Stanisław Skotarczak.
W 1975 został powołany do Zarządu Głównego ZOSP w Warszawie. Na obradach był jednak tylko dwa razy, gdzie na jednym został wybrany na tymczasowego prezesa Zarządu Głównego.
Stanisław Skotarczak zmarł 14 stycznia 1978 w Śremie. Został pochowany na cmentarzu przy kościele farnym w Śremie. Po jego śmierci ogłoszono w jednostce OSP trzydniową żałobę.

## Upamiętnienie
Biogram Stanisława Skotarczaka znajduje się w Słowniku Biograficznym Śremu wydanym przez Bibliotekę Publiczną w Śremie w 2008 roku. Jego nazwisko również często pojawia się w publikacji Sławomira Drozda z 1999 roku pt. „Ochotnicza Straż Pożarna w Śremie w latach 1867–1999”, oraz Stanisława Łady „Dwa Sztandary”.
Mundur, jak i wszystkie jego dokumenty i odznaczenia, znajdują się w Muzeum Śremskim. Stanowią ważną pamiątkę historii śremskiego pożarnictwa.
Jest również często wymieniany w sześcioczęściowej historii OSP Śrem, zamieszczonej w Gazecie Śremskiej.

## Odznaczenia
- Oznaka Wzorowy Strażak (1950)
- Brązowy Medal za Zasługi dla Pożarnictwa (1952)
- Srebrny Medal Zasługi dla Pożarnictwa (1962)
- Odznaka Grunwaldzka (1963)
- Odznaka Zasłużony dla Ziemi Śremskiej (1963)
- Złoty Medal Zasługi dla Pożarnictwa (1965)
- Odznaka Honorowa za Zasługi dla Województwa Poznańskiego (1966)
- Złoty Znak Związku OSP (1967)
- Medal Za udział w wojnie obronnej 1939 (pośmiertnie)[3]
- Medal Zwycięstwa i Wolności 1945 (1975)